# Густав Крупп
Густав Крупп фон Болен унд Гальбах (нім. Gustav Krupp von Bohlen und Halbach; 7 серпня 1870, Гаага, Нідерланди — 16 січня 1950, Верфен, Американська окупаційна зона Австрії) — німецький політичний діяч, дипломат, промисловець і воєнний злочинець. Протягом понад тридцяти років очолював промисловий концерн-гігант Friedrich Krupp AG, який здійснював масове виробництво стрілецької зброї, бронетехніки, артилерії, танків, лінійних кораблів, підводних човнів тощо для німецької армії під час двох світових воєн. По завершенню Другої світової війни був заарештований союзниками, проте так і не був засуджений за вчинені злочини у зв'язку з утратою дієздатності.

## Початок кар'єри
Густав фон Болен унд Гальбах народився 7 серпня 1870 року в Гаазі в родині дипломата та був названий на честь батька. Його дідусь, Арнольд Гальбах, також був прусським дипломатом і працював консулом у Філадельфії. Молодий Густав навчався у Великій герцогській середній школі в Карлсруе і закінчив її в 1888 році. Надалі він, бажаючи пов'язати подальше життя з юриспруденцією, вступив на юридичний факультет Гейдельберзького університету Рупрехта-Карла, навчання на якому закінчив у 1893 році, отримавши докторський ступінь.

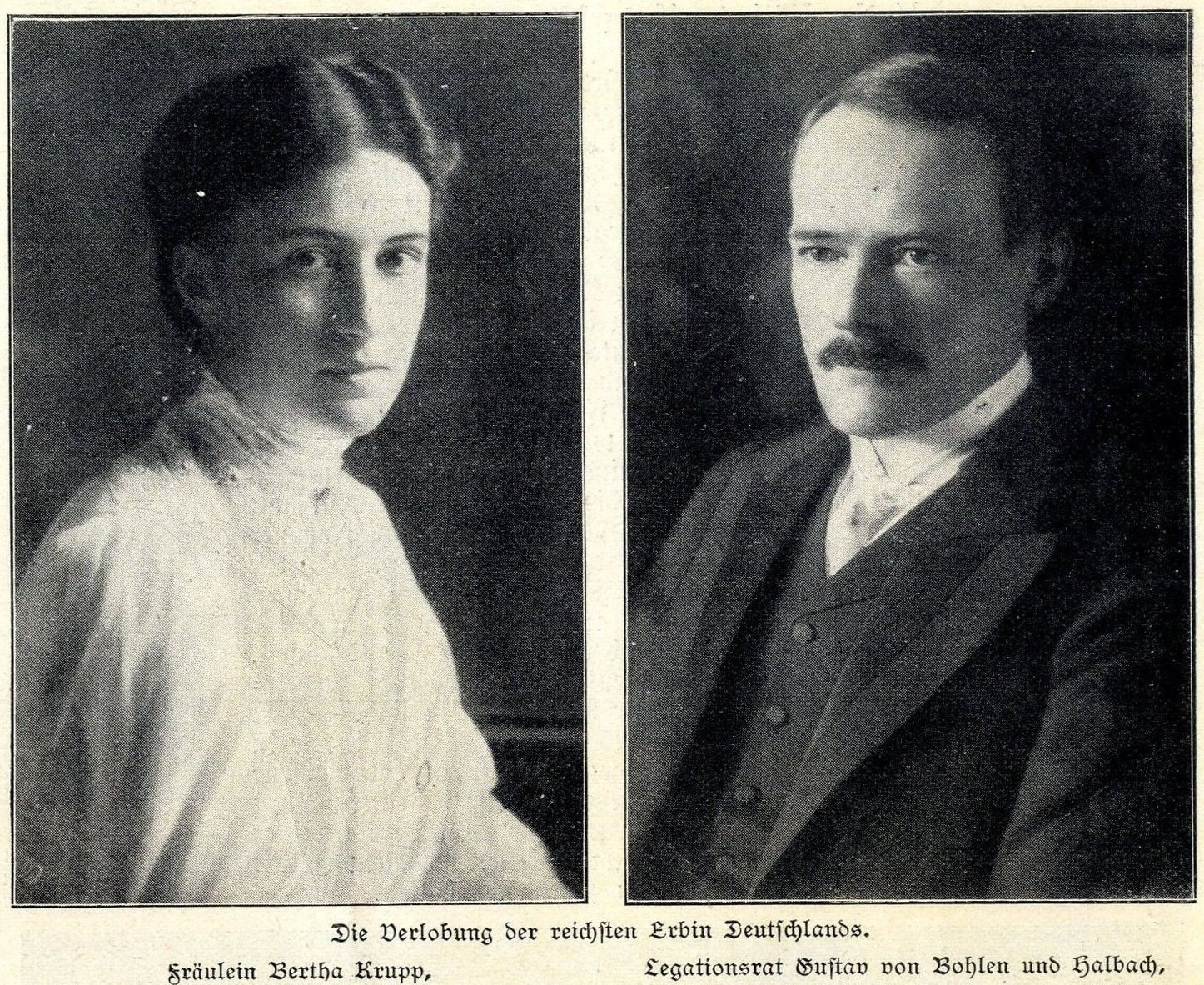
Берта Крупп та Густав фон Болен унд Гальбах, 1906 рік

Свою кар'єру він почав на дрібних державних посадах у Бадені. Проте вже за чотири роки він перевівся на роботу до Міністерства закордонних справ Німецької імперії та 1899 року відправився за океан, де служив при місцевому посольстві у Вашингтоні, округ Колумбія. Пізніше працював секретарем при дипломатичному представництві у Пекіні. З 1904 року входив до складу дипломатичної місії при Святому Престолі.
1906 року Густав одружився з Бертою Крупп, донькою промисловця Фрідріха Альфреда Круппа, яка на той час здійснювала керівництво концерном Friedrich Krupp AG після самогубства свого батька у 1902 році. Сам кайзер Вільгельм благословив їхній шлюб, адже вважав, що імперію Круппів не може очолювати жінка. 
1908 року Густав увійшов до складу Ради директорів Friedrich Krupp AG, а вже за рік очолив його Правління, фактично ставши одноосібним керівником концерну та усунувши від влади свою дружину. Уже невдовзі він здобув репутацію підприємця з почуттям соціальної відповідальності за своїх працівників та отримав велику популярність. 1910 року концерн став членом і головним спонсором Панімперської ліги, а 1912 та 1913 років лобіював прийняття Законів, направлених на збільшення чисельності армії та загальну мілітаризацію Німеччини.
Того ж 1913 року потрапив у скандал, адже підкуповував офіцерів армії для того, щоб отримати інформацію про своїх конкурентів у сфері виробництва зброї.

## Перша світова війна

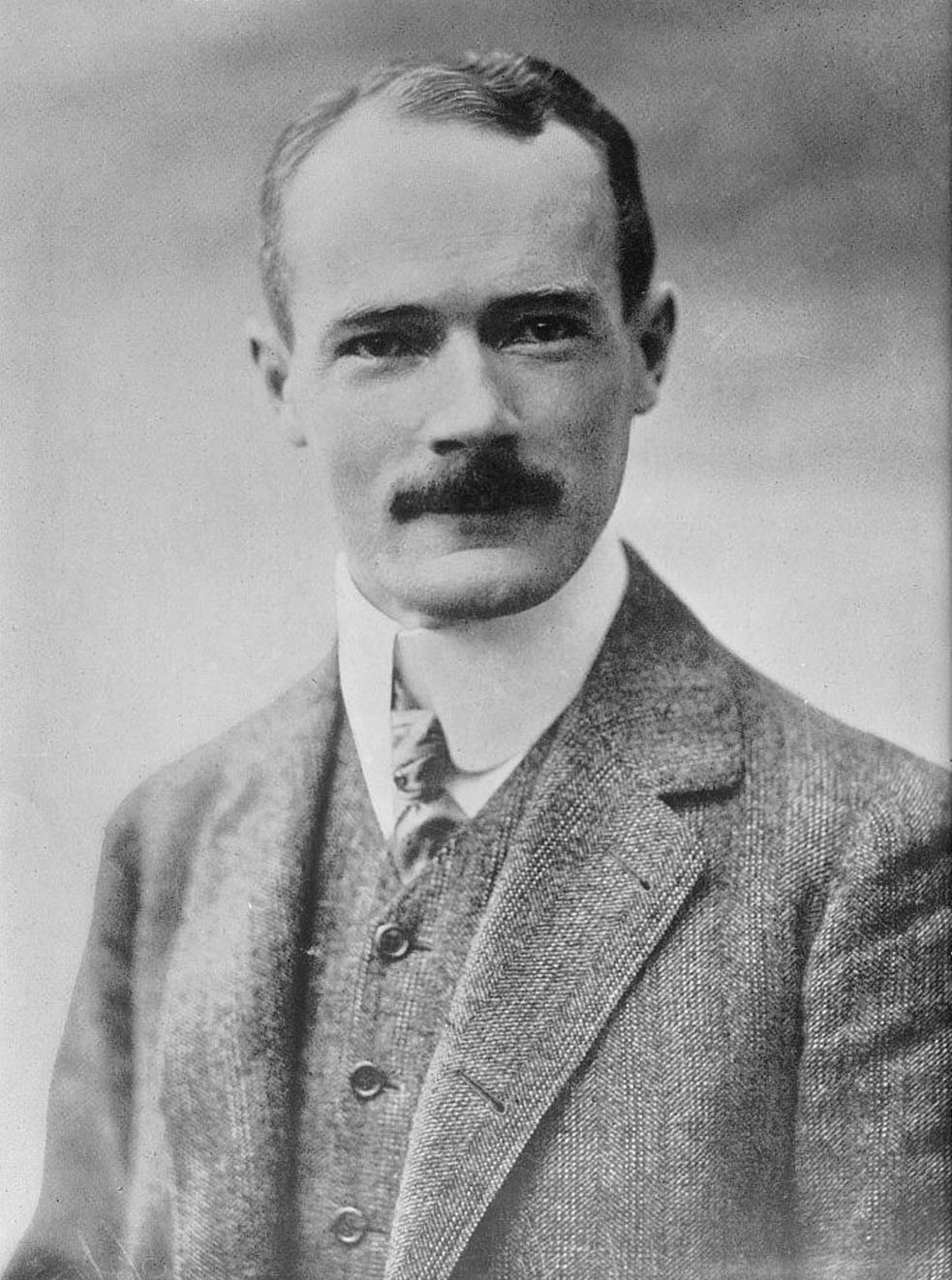
Густав Крупп фон Болен унд Гальбах у 1915 році

Уже за рік, із початком Першої світової війни, коли іноземні держави припинили купівлю німецької продукції, Густав Крупп повністю змістив акцент роботи концерну на виробництво зброї для задоволення потреб німецької армії та отримав монополію на виготовлення важкого озброєння. Він був переконаним імперіалістом і в меморандумі, надісланому 1915 року до Імперського міністерства оборони, пропонував здійснити реорганізацію усієї Європи та поставити у майбутньому що союзників, що більшість захоплених територій у пряму економічну залежність від Німеччини. Також він пропонував включити до складу імперії Бельгію, північне узбережжя Франції та Польщу, а всю Африку перетворити на одну велику колонію. Він писав очільнику цивільної адміністрації Бельгії Карлу Ганіелю:
«Я також дуже сподіваюся, що ми завдати потужного удару по тилам Англії. Ви вже дізналися дещо про це із заяв державного секретаря фон Тірпіца, які нещодавно були опубліковані в пресі. Як тільки ми закріпимося на Ла-Манші, вже зробимо великий крок уперед у позбавленні Британії ролі світового лідера».
За період війни концерн під керівництвом Густава виробив таке значне озброєння як гармати Велика Берта, Паріс, а також чимало підводних човнів.
Версальський мирний договір, прийнятий по завершенню Першої світової війни, заборонив Німеччині виробляти важке озброєння та підводні човни, що змусило Круппа значно скоротити чисельність своїх співробітників. Його компанія перейшла на виробництво сільськогосподарського обладнання, транспортних засобів і споживчих товарів. Однак, використовуючи отриманий прибуток та субсидії від уряду, Крупп почав тіньове переозброєння Німеччини. Концерн таємно продовжував працювати над виготовленням артилерії через дочірні компанії у Швеції та будувати станції для конструювання підводних човнів у Нідерландах. Уже в 1930-х роках Friedrich Krupp AG відновив виробництво танків.

## Міжвоєнний період
Починаючи з 1921 року Крупп входив до складу Державної ради Пруссії. Залишався переконаним монархістом, однак не був позбавлений долі чиношанування, намагався перебувати у дружніх стосунках із усіма, хто перебував при владі. Так він негативно ставився навіть до мінімальної критики в адресу Фрідріха Еберта, який був республіканцем та сповідував відмінні від Густава ідеологічні переконання.

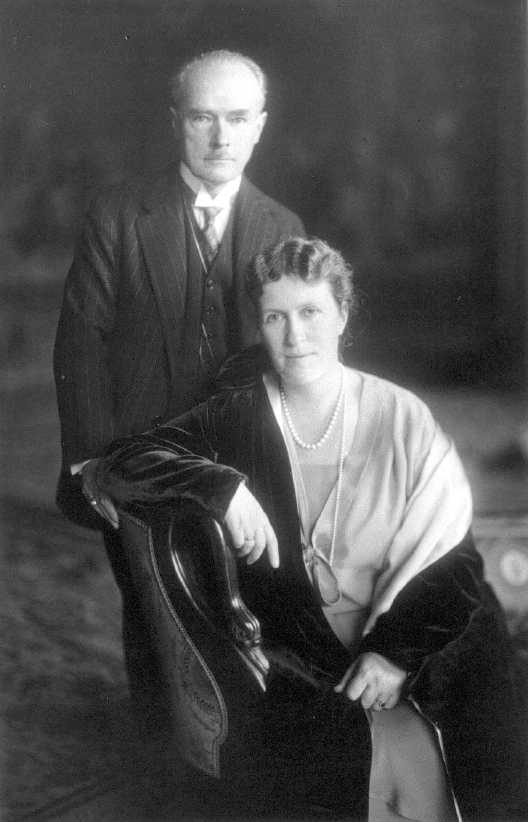
Густав Крупп фон Болен унд Гальбах зі своєю дружиною, 1927 рік

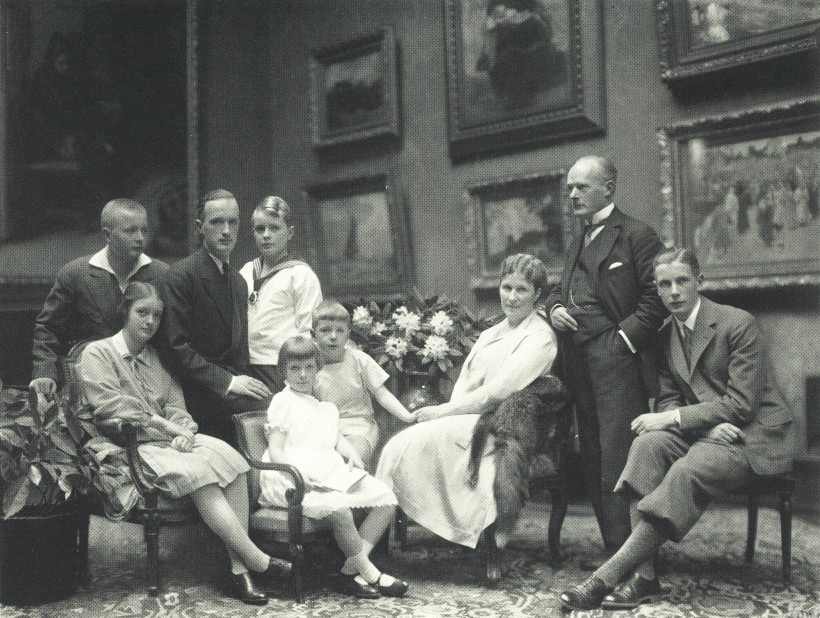
Густав Крупп фон Болен унд Гальбах зі своєю сім'єю, 1928 рік

Під час окупації Францією Рурської області в 1923 році Крупп наказав своїм співробітникам припинити виходити на роботу та не працювати на користь окупантів. Це було частиною німецької політики пасивного опору французам. Через це французький військовий суд засудив Густава Круппа до 15 років примусових робіт. Однак уже за шість місяців він був умовно-достроково звільнений після того, як німецький уряд під проводом Густава Штреземана відмовився від своєї політики пасивного опору. 
У 1924 році Густав Крупп очолив Наглядову раду Банку німецьких промислових облігацій. 
З 1931 по 1934 рік він був головою Імперської асоціації німецької промисловості. 

## Крупп і нацисти
Спершу Крупп негативно ставився до нацистського руху. Проте після того, як Гітлер став канцлером Німеччини та після проведення ним таємної зустрічі з провідними німецькими промисловцями, що відбулася 20 лютого 1933 року, Густав вніс один мільйон рейхсмарок у фонд нацистської партії для їхнього фінансування на виборах у березні 1933 року, що зрештою дозволило Гітлеру взяти контроль над урядом. Після того, як Гітлер прийшов до влади, Крупп перейняв його ідеї та став «супернацистом», зробив внесок у Фонд німецької торгівлі та промисловості, який був заснований у червні 1933 року для підтримки НСДАП. Як президент Банку німецьких промислових облігацій, він здійснив вигнання з його складу всіх євреїв. 
Як і багато німецьких націоналістів, Крупп вважав, що нацистів можна використати, щоб покінчити з Веймарською республікою, а потім відсторонити їх від влади, повернувши старий порядок імперії. Проте пізніше, коли всі політичні партії були заборонені, а громадянські свободи призупинені, Крупп зрозумів, що він та решта старих еліт потрапили під безмежну владу Гітлера. У такий спосіб рух, через який вони сподівалися повернутися до влади, поневолив їх остаточно. Проте і цього разу Густав не відмовився від співпраці з новою диктатурою. Він бачив у цій взаємодії можливості для розширення впливу Німеччини та для персонального збагачення. 

## Друга світова війна
1939 року у Круппа почалися серйозні проблеми зі здоров'ям. Він продовжував керувати Friedrich Krupp AG, однак почав готувати свого сина для передачі йому керівництва концерном. 

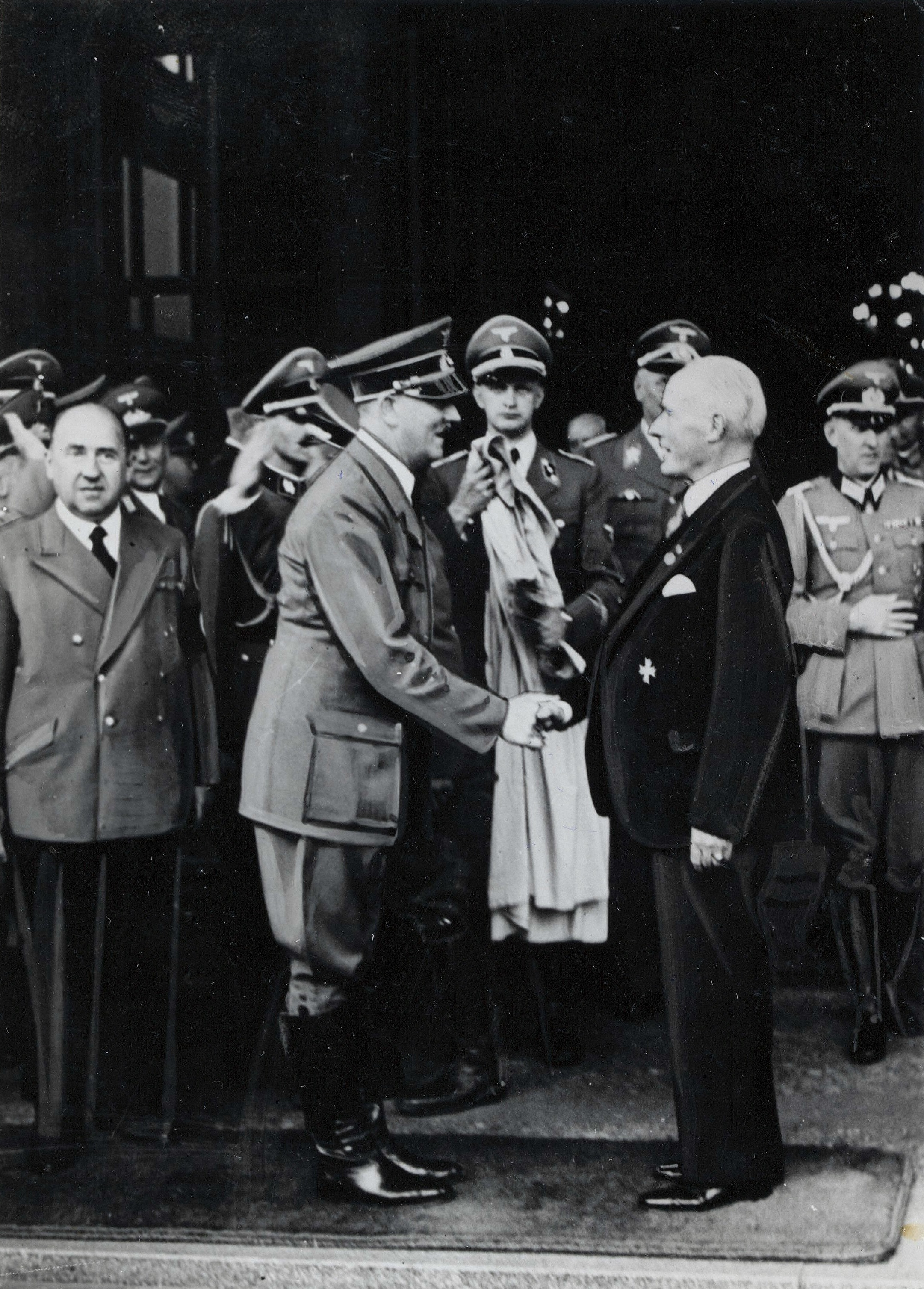
Нагородження Густава Круппа фон Болена унд Гальбаха Золотим партійним знаком, 21 листопада 1940 року

21 листопада 1940 року за заслуги перед режимом Крупп отримав Золотий партійний знак НСДАП.

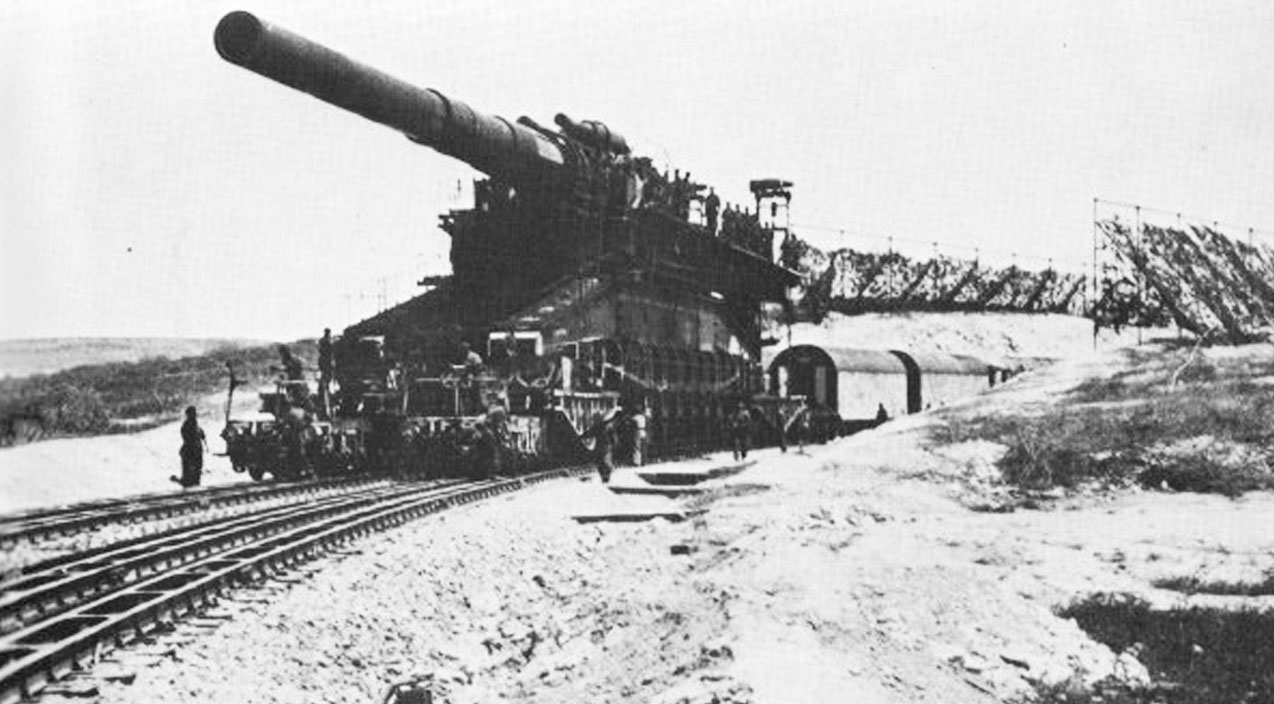
800-мм супергармата Важкий Густав на Східному фронті, 1941 рік

1941 року Густава розбив інсульт. Відтоді він був неходячим і здійснював лише часткове керівництво компанією, проте все більшу роль на себе перебирав Альфрід Крупп. 
20 квітня 1942 року Крупп подарував Гітлеру на день народження першу модель танку Тигр, яку фюрер назвав найкращим подарунком, який тільки міг би бути. Пізніше Гітлер видав Закон, який передбачав зменшення податкової ставки для підприємств Густава, унаслідок чого останній заощадив значні суми та примножив власні статки.
Під час Другої світової війни що Густав Крупп, що його син не цуралися використовувати примусову працю військовополонених та депортованих. Завдяки цьому концерн отримав нові потужності та став лідером виробництва у країні. Для налагодження надходження якомога більшої кількості робочої сили зі Східного фронту Густав активно взаємодіяв із Фріцом Заукелем, який відповідав за питання розподілу робочої сили. Загалом за 1940-1945 роки через Friedrich Krupp AG пройшло понад 100,000 в'язнів концтаборів та остарбайтерів.
25 липня 1943 року Королівські військово-повітряні сили Британії атакували заводи Круппа 627 важкими бомбардувальниками, скинувши 2032 тонни бомб під час атаки. Коли Крупп прибув на роботу наступного ранку, від побачених руйнувань підприємства у нього стався напад, від якого він впав у маразм та став повністю недієздатним. Віднині він не міг керувати концерном та остаточно відійшов від справ.
Після того, як Альфрід перебрав керівництво компанією, Густав Крупп переїхав до замку Блюнбах.

## Подальші події та смерть
Після завершення Другої світової війни Крупп був заарештований. Його звинуватили у розв'язанні агресивної війни, фінансуванні приходу нацистів до влади, використанні примусової праці військовополонених, в'язнів концтаборів та депортованих тощо. Головним аргументом обвинувачення був той факт, що компанія Круппа була найбільшим виробником зброї у Європі протягом останніх чотирьох десятиліть. Проте Густав був недієздатним. Його захисники використали це та вимагали припинення провадження у справі щодо нього. Американський прокурор Джексон виступив проти цього, зазначивши, що Friedrich Krupp AG був однією з ключових сил, які спричинили війну, і що компанія також отримала значні прибутки від виготовлення зброї. Британська прокуратура підтримала аргументи Джексона, радянська сторона утрималася, а французи були за припинення справи.
Через наполягання американців і британців міжнародній медичній комісії було доручено здійснити обстеження обвинуваченого та оцінити рівень його здоров'я. Лікарі одноголосно дійшли висновку, що Крупп непридатний до суду. На підставі цього звіту провадження проти Густава Круппа було припинено. Прохання прокуратури судити Круппа заочно або висунути звинувачення проти його сина Альфріда були відхилені суддями Міжнародного військового трибуналу на попередньому слуханні. Пізніше Крупп-молодший опинився на лаві для підсудних під час одного з наступних Нюрнберзьких процесів.
Надалі Густав жив у Австрії та помер у своїй резиденції поблизу Верфена 16 січня 1950 року. Берта Крупп померла в 1957 році.

## Нащадки
Шлюб з Бертою дав багато нащадків: 8 дітей та 14 онуків.
1. Альфрід Крупп фон Болен унд Гальбах (1907—1967), промисловець, власник та останній керівник концерну Friedrich Krupp AG.
  1. Арндт фон Болен унд Гальбах (1938—1986)
2. Арнольд фон Болен унд Гальбах (1908—1909)
3. Клаус фон Болен унд Гальбах (1910—1940), оберлейтенант люфтваффе, загинув під час випробувань нового літака.
  1. Арнольд фон Болен унд Гальбах (нар. 1939)
4. Ірмгард фон Болен унд Гальбах (1912—1998), її перший чоловік — штурмбаннфюрер СА барон Йоганн «Ганно» Райц фон Френц (1906—1941) — загинув на території СРСР.
  1. Баронеса Адельгайд Райц фон Френц (нар. 1939)
  2. Барон Рутгер Райц фон Френц (нар. 1940)
  3. Барон Зігберт Райц фон Френц (нар. 1941)
  4. Гунгільд Айленштайн (нар. 1952)
  5. Гільдбург Айленштайн (нар. 1954)
  6. Дітлінд Айленштайн (нар. 1956)
5. Бертольд фон Болен унд Гальбах (1913—1987), офіцер вермахту, після завершення Другої світової війни — підприємець.
  1. Екберт фон Болен унд Гальбах (нар. 1956)
6. Гаральд фон Болен унд Гальбах (1916—1983), оберлейтенант вермахту, після завершення Другої світової війни — підприємець.
  1. Фрідріх фон Болен унд Гальбах (нар. 1962)
  2. Георг фон Болен унд Гальбах (нар. 1963)
  3. Софі фон Болен унд Гальбах (нар. 1966)
7. Вальдраут фон Болен унд Гальбах (1920—2005)
  1. Діана Марія Томас (нар. 1944)
  2. Регіна Томас (нар. 1945)
8. Екберт фон Болен унд Гальбах (1922—1945, під Пармою), лейтенант вермахту, потрапив в засідку, влаштовану італійськими партизанами.

## Нагороди

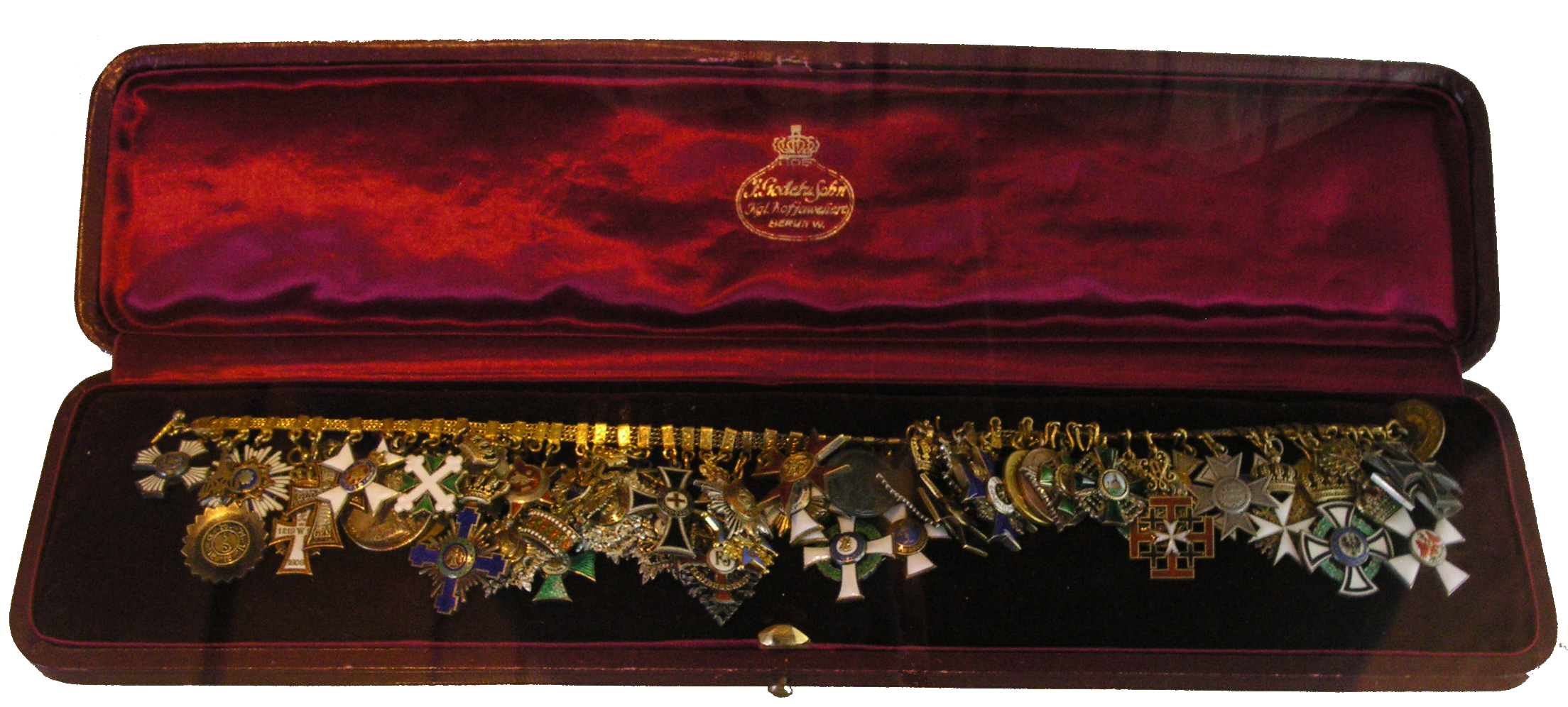
Фрачник з мініатюрними копіями нагород Круппа

- Срібна медаль «60-річний ювілей королеви Вікторії» (Британська імперія) (червень 1897)
- Орден Подвійного дракона 2-го ступеня, 3-й клас (Імперія Цін) (1902) — на фрачнику мініатюра ордена 3-го ступеня, 2-й клас.
- Бронзова Китайська медаль (1902)
- Медаль «50 років правління великого герцога Фрідріха І» (Велике герцогство Баденське) (25 квітня 1902) — за заслуги під час дипломатичної служби.
- Командор Королівського Вікторіанського ордена (Британська імперія) (1906)
- Медаль Фрідріха-Луїзи (Велике герцогство Баден) (1906)
- Великий офіцерський хрест ордена Білого слона (Таїланд) (серпень 1907)
- Медаль «За вислугу років у ландвері» (Пруссія) 1-го класу (1909) — за 25 років служби.
- Орден Залізної Корони 2-го класу (Австро-Угорщина) (1909)
- Командор ордена Зірки Румунії (1909 або 1910)
- Ювілейна медаль «40 років правління Кароля І» (Румунія) (1909 або 1910)
- Хрест Оливкової гори — нагороджений разом із дружиною Бертою за пожертву 10 000 марок Єрусалимському госпісу.
- Почесний лицар-іоаніт (1910)
- Хрест Заслуг Японського Червоного Хреста 1-го класу
- Почесний командор ордена Заслуг герцога Петра-Фрідріха-Людвіга (Велике герцогство Ольденбурзьке) (1910)
- Лицарський хрест 2-го класу ордена Альберта (Саксонія) (червень 1910)
- Орден Корони (Пруссія) 2-го класу (1911)
- Орден Священного скарбу 2-го класу (Японська імперія) (1911)
- Орден Святого Михайла (Баварія) 2-го класу (1911)
- Членський знак Спілки імператора Вільгельма (1911)
- Командор 1-го класу ордена Данеброг (Данія) (серпень 1912)
- Командор 1-го класу ордена Церінгенського лева (Велике герцогство Баденське) (1912)
- Командор ордена Генріха Лева (Велике герцогство Брауншвейг) (1912)
- Командор ордена Святих Маврикія та Лазаря (Італія) (1912)
- Орден Червоного орла 2-го класу з дубовим листям і королівською короною (1913)
- Командор 1-го класу ордена Філіппа Великодушного (Велике герцогство Гессенське) (1913)

### Перша світова війна
- Кавалер Великого хреста ордена Франца Йосифа (Австро-Угорщина) (1915) — за заслуги з озброєння австрійської армії.
- Орден «За заслуги» (Баварія) 2-го класу з зіркою і мечами (1915)
- Залізний хрест для некомбатантів
  - 2-го класу (17 січня 1915)
  - 1-го класу (17 квітня 1916)
- Маріанський хрест (1916)
- Великий командор ордена Грифа (Мекленбург-Шверін) (травень 1916)
- Орден Меджида 1-го класу (Османська імперія) (квітень 1917)
- Орден «Святий Олександр» 1-го класу з мечами (Болгарія) (1917)
- Військова медаль (Османська імперія) (квітень 1917)
- Хрест «За заслуги у військовій допомозі» (червень 1917)
- Ювілейна медаль золотого весілля короля Людвіга III (1918)
- Командорський хрест ордена дому Гогенцоллернів (30 квітня 1918)

### Міжвоєнний період
- Сілезький Орел 2-го і 1-го ступеня — за матеріальне постачання фрайкорів.
- Медаль Гарнака (1933)
- Почесний хрест ветерана війни

### Друга світова війна
- Хрест Воєнних заслуг 2-го класу (1 травня 1940) — з нагоди 70-літнього ювілею.
- Почесний знак «Піонер праці» (7 серпня 1940) — перший нагороджений.[1]
- Хрест Воєнних заслуг 1-го класу (13 серпня 1940) — перший нагороджений.[2]
- Золотий партійний знак НСДАП (13 серпня 1940) — «за заслуги перед народом і державою». Вручений особисто Адольфом Гітлером[2]
- Орлиний щит Німецької імперії (1940)

### Почесні звання
- Почесний доктор Кільського університету Крістіана-Альбрехта (15 липня 1916)
- Голова контрольної ради Фонду Адольфа Гітлера з розвитку німецької промисловості (1933)
- Лідер воєнної економіки (1937)
- Почесний громадянин міст Ессен (позбавлений 27 березня 1946) і Міттенвальд
- Почесний член Мюнхенського університету Людвіга-Максиміліана